# Albert Buske
Albert Buske (* 7. August 1904 in Solingen; † 31. Oktober 1980 in Berlin) war ein deutscher Architekt und Designer. Der Bauhausschüler brachte Impulse der klassischen Moderne in das Design der DDR ein.

## Leben und Werk
Albert Buske war der Sohn des Kraftwagenführers Albert Buske und seine Ehefrau Anna, geb. Schnitzler.
Nach einer dreijährigen Lehre im Architektur- und Ingenieurbüro Ernst Kohlhage in Hagen war Buske Schüler bei Silberschmieden in Hagen, Quedlinburg und Hannover-Döhren sowie in einer Malschule und bei einem Bildhauer in Hagen. Zu seinem Freundeskreis in Hagen gehörten die späteren Künstler August Agatz, Johannes Behler-Job (1909–1987), Heinrich Brocksieper und Will Lammert.
1927 bis 1930 studierte er am Bauhaus Dessau. Zu seinen Kommilitonen gehörte auch Franz Ehrlich, dem er später in der DDR Aufträge vermittelte. 1927 wurde Buske Mitglied der KPD. Ab 1928 war er politischer Leiter der Kommunistischen Studentenfraktion (Kostufra) am Bauhaus, der u. a. Selman Selmanagić angehörte. Aus politischen Gründen wurde er 1930 aus dem Bauhaus ausgeschlossen. Infolge war er erwerbslos, betätigte sich als Agitprop-Leiter des KPD-Unterbezirks Dessau, ab 1932 als Politischer Leiter. Auch in dieser Funktion setzte er sich für den Erhalt des Bauhauses und die Wiedergewinnung der studentischen Mitsprache ein. 1932, nach der Machtübernahme der Nationalsozialisten im Land Anhalt, flüchtete er nach Berlin. Dort setzte er mit weiteren Bauhäuslern und jungen Künstlern seine politische Arbeit fort, bis 1933 legal, danach in der Illegalität. Wegen seines antifaschistischen Widerstandes wurde er mehrfach von der Gestapo verhaftet.
Nach vielen Jahren der Arbeitslosigkeit bekam er 1935 eine Stelle als Grafiker am Institut für Städtebau und Kraftverkehr der TU Berlin. Oktober 1936 wechselte er Landesplanungsgemeinschaft in Schneidemühl, wo er Leiter der Graphischen Abteilung wurde. Diese Stelle endete bereits im Januar 1937. Nach Maßregelung durch die Gestapo arbeitete er infolge al freier Grafiker im Volks- und Reichsverlag Berlin. 1938 bis 1940 war Buske als selbstständiger Grafiker tätig. 1941 bis 1945 war Buske, erst für das Büro von Waldemar Alder, Posen, dann ab 1943 selbstständiger als Taxator der Deutschen Umsiedlungs-Treuhand GmbH im Warthegau, im Generalgouvernement und in Jugoslawien tätig.
Nach dem Ende des Zweiten Weltkriegs nahm Buske aktiv am gesellschaftlichen Neuaufbau in Deutschland teil. Von 1946 bis 1947 war er Bürgermeister von Schlotheim, danach Leiter des Organisationsbüros für Messen und Ausstellungen der Hauptverwaltung volkseigener Betriebe in Sachsen und als solcher für die Auftritte auf der Leipziger Messe verantwortlich. 1948 bis 1954 war er Leiter des Entwurfsbüros des Leipziger Messeamts. 1954 kam er an Institut für angewandte Kunst, das spätere Amt für industrielle Formgestaltung. Dort war er ab 1954 Leiter der Abteilung Ausstellungen, ab 1956 Leiter der Abteilung Industrieformgebung und infolge zusätzlich stellvertretender Direktor des Instituts. Ab 1962 war er als künstlerischer Mitarbeiter und ab 1966 als wissenschaftlicher Mitarbeiter tätig. 1970 ging er in Rente.
In den späten 1940er- und der den 1950er-Jahren bestimmte er die Entwicklung der Messegestaltung wesentlich mit. Zudem nahm er Einfluss auf die Industriegestaltung und brachte Ideen der klassischen Moderne in die sozialistische Produktgestaltung in der DDR ein. Design-Entwürfe Buskes gingen in der DDR in Produktion, so das Tonbandgerät KB 100, das ab 1955 im Fernmeldewerk Leipzig hergestellt wurde.
Buske hatte eine Gastdozentur an der Kunsthochschule Berlin-Weißensee. Zu seinen Schülern gehörte u. a. Erich John.

## Schriften
- Zweckmäßig und schön durch Zusammenarbeit. In: Bildende Kunst, Jahrgang 1959, S. 711–716.
- Lehrgang Formgebung der VVB-EBM: an der Hochschule für bildende und angewandte Kunst Berlin-Weißensee, Juni 1959, Institut für angewandte Kunst Berlin 1959.

## Ehrungen
- 1978: Vaterländischer Verdienstorden in Bronze
- 1979: Bauhaus-Medaille

## Postume Ausstellungen
- 2009/2010: Hagen, Universitätsbibliothek
- 2019: Hagen, Ardenku Galerie („Von Hagen aus zum Bauhaus“)